# Long Live the Loud
Long Live the Loud – trzeci album studyjny speed metalowego zespołu Exciter wydany w 1985 roku przez wytwórnię Music for Nations.

## Lista utworów
1. „Fall Out” – 1:55
2. „Long Live the Loud” – 4:18
3. „I Am the Beast” – 4:50
4. „Victims of Sacrifice” – 4:59
5. „Beyond the Gates of Doom” – 5:15
6. „Sudden Impact” – 4:03
7. „Born to Die” – 6:02
8. „Wake Up Screaming” – 10:00

## Twórcy
| Personel - Pete Cronin – zdjęcia - Guy Bidmead – producent, inżynier dźwięku - Laura Bouisseau – inżynier dźwięku (asystent) - Lorraine Burns – zdjęcia - Alan Craddock – projekt okładki | Exciter w składzie - Dan Beehler – perkusja, wokal - John Ricci – gitara, wokal wspierający - Allan Johnson – gitara basowa, wokal wspierający |